# Весёлый, Иван Егорович
Иван Егорович Весёлый (род. 1934) — советский работник промышленности, Герой Социалистического Труда.

## Биография
Родился в 1934 году в Ростове-на-Дону.
После окончания пяти классов школы, в 1949 году, пришел на завод «Красный Аксай», где работали его родители и брат, начав трудовую деятельность слесарем инструментального цеха. Затем служил в Советской армии и после демобилизации вернулся на завод в цех серого чугуна формовщиком. С появлением формовочных машин осваивал новую технику, совершенствовал технологию труда. Формовал крупное литье, работал по набивке, на заливке. Был рационализатором — своими рацпредложениями в 1960-е годы сэкономил 6,5 тонн чугуна, 2 тонны кокса, 2,5 тысячи киловатт-часов электроэнергии. Ивану Весёлому одному из первых в цехе присвоили звание ударника коммунистического труда и звание лучшего формовщика области.
Был членом КПСС и делегатом XXIV съезда КПСС (1971).

## Награды
Указом Президиума Верховного Совета СССР от 5 августа 1966 года за особые заслуги в выполнении заданий семилетнего плана и достижение высоких производственных показателей Веселому Ивану Егоровичу присвоено звание Героя Социалистического Труда с вручением ордена Ленина и золотой медали «Серп и Молот».
- Также награждён медалями[1].